# Назр Могаммед
Назр Тагіру Могаммед (англ. Nazr Tahiru Mohammed, нар. 5 вересня 1977, Чикаго, США) — американський професіональний баскетболіст, що грав на позиції центрового за низку команд НБА. Чемпіон НБА.

## Ігрова кар'єра
На університетському рівні грав за команду Кентакі (1995–1998). За цей час став дворазовим чемпіоном NCAA.
1998 року був обраний у першому раунді драфту НБА під загальним 29-м номером командою «Юта Джаз». Проте професіональну кар'єру розпочав виступами за «Філадельфія Севенті-Сіксерс» куди був обміняний одразу після драфту на драфт-пік. Захищав кольори команди з Філадельфії протягом наступних двох з половиною сезонів.
З лютого 2001 по 2004 рік грав у складі «Атланта Гокс». 5 листопада 2001 року провів найрезультативнішу гру в кар'єрі, набравши 30 очок в матчі проти «Лос-Анджелес Кліпперс».
2004 року перейшов до «Нью-Йорк Нікс» в обмін на Майкла Доліка.
Наступною командою в кар'єрі гравця була «Сан-Антоніо Сперс», за яку він відіграв один сезон. Став чемпіоном НБА.
З 2006 по 2007 рік грав у складі «Детройт Пістонс».
2007 року перейшов до «Шарлотт Бобкетс» в обмін на Пріможа Брезеца та Вальтера Геррманна. У складі команди з Шарлотт провів наступні 4 сезони своєї кар'єри.
Наступною командою в кар'єрі гравця була «Оклахома-Сіті Тандер», куди він був обміняний 2011 року на Ді Джей Вайта, та Морріса Пітерсона. Відіграв за команду з Оклахоми один сезон та дійшов до фіналу НБА.
З 2012 по 2015 рік грав у складі «Чикаго Буллз».
Останньою ж командою в кар'єрі гравця стала «Оклахома-Сіті Тандер», до складу якої він приєднався 2016 року і за яку відіграв лише частину сезону.

## Статистика виступів в НБА
| † | Позначає сезон, в якому Назр Могаммед ставав чемпіоном НБА |

### Регулярний сезон
| Сезон             | Команда                       | GP   | GS  | MPG  | FG%  | 3P%  | FT%   | RPG | APG | SPG | BPG | PPG  |
| ----------------- | ----------------------------- | ---- | --- | ---- | ---- | ---- | ----- | --- | --- | --- | --- | ---- |
| 1998–99           | «Філадельфія Севенті-Сіксерс» | 26   | 0   | 4.7  | .357 | .000 | .571  | 1.4 | .1  | .2  | .2  | 1.6  |
| 1999–00           | «Філадельфія Севенті-Сіксерс» | 28   | 3   | 6.8  | .389 | .000 | .545  | 1.8 | .1  | .1  | .4  | 1.9  |
| 2000–01           | «Філадельфія Севенті-Сіксерс» | 30   | 3   | 6.5  | .466 | .000 | .500  | 1.8 | .1  | .2  | .2  | 3.2  |
| 2000–01           | «Атланта Гокс»                | 28   | 19  | 25.6 | .480 | .000 | .765  | 9.0 | .6  | .8  | 1.0 | 12.3 |
| 2001–02           | «Атланта Гокс»                | 82   | 73  | 26.4 | .461 | .000 | .617  | 7.9 | .4  | .8  | .7  | 9.7  |
| 2002–03           | «Атланта Гокс»                | 35   | 0   | 12.7 | .421 | .000 | .634  | 3.7 | .2  | .5  | .6  | 4.6  |
| 2003–04           | «Атланта Гокс»                | 53   | 1   | 17.7 | .493 | .000 | .627  | 5.0 | .4  | .4  | .5  | 6.5  |
| 2003–04           | «Нью-Йорк Нікс»               | 27   | 23  | 24.9 | .563 | .000 | .525  | 7.7 | .6  | 1.2 | .9  | 9.1  |
| 2004–05           | «Нью-Йорк Нікс»               | 54   | 54  | 28.1 | .509 | .000 | .708  | 8.1 | .5  | 1.0 | 1.0 | 10.9 |
| 2004–05†          | «Сан-Антоніо Сперс»           | 23   | 5   | 18.0 | .387 | .000 | .571  | 6.4 | .3  | .2  | 1.4 | 6.2  |
| 2005–06           | «Сан-Антоніо Сперс»           | 80   | 30  | 17.4 | .504 | .000 | .785  | 5.2 | .5  | .3  | .6  | 6.2  |
| 2006–07           | «Детройт Пістонс»             | 51   | 33  | 15.2 | .532 | .000 | .610  | 4.5 | .2  | .5  | .8  | 5.6  |
| 2007–08           | «Детройт Пістонс»             | 21   | 0   | 10.9 | .475 | .000 | .433  | 3.5 | .3  | .3  | .4  | 3.3  |
| 2007–08           | «Шарлотт Бобкетс»             | 61   | 29  | 23.3 | .520 | .000 | .617  | 6.9 | 1.1 | .6  | .9  | 9.3  |
| 2008–09           | «Шарлотт Бобкетс»             | 39   | 1   | 8.7  | .406 | .000 | .550  | 2.0 | .2  | .1  | .4  | 2.7  |
| 2009–10           | «Шарлотт Бобкетс»             | 58   | 29  | 17.0 | .553 | .000 | .648  | 5.2 | .5  | .3  | .7  | 7.9  |
| 2010–11           | «Шарлотт Бобкетс»             | 51   | 30  | 16.7 | .502 | .000 | .591  | 4.9 | .3  | .3  | .9  | 7.3  |
| 2010–11           | «Оклахома-Сіті Тандер»        | 24   | 7   | 17.9 | .573 | .000 | .625  | 4.8 | .3  | .7  | .4  | 6.9  |
| 2011–12           | «Оклахома-Сіті Тандер»        | 63   | 1   | 11.0 | .467 | .000 | .565  | 2.7 | .2  | .3  | .6  | 2.7  |
| 2012–13           | «Чикаго Буллз»                | 63   | 12  | 11.0 | .367 | .000 | .723  | 3.1 | .4  | .3  | .5  | 2.6  |
| 2013–14           | «Чикаго Буллз»                | 80   | 1   | 7.0  | .429 | .000 | .533  | 2.2 | .3  | .2  | .4  | 1.6  |
| 2014–15           | «Чикаго Буллз»                | 23   | 0   | 5.6  | .433 | .000 | .333  | 1.7 | .1  | .2  | .2  | 1.2  |
| 2015–16           | «Оклахома-Сіті Тандер»        | 5    | 0   | 3.8  | .600 | .000 | 1.000 | .8  | .0  | .0  | .0  | 1.6  |
| Усього за кар'єру | Усього за кар'єру             | 1005 | 354 | 15.8 | .486 | .000 | .640  | 4.7 | .4  | .4  | .6  | 5.8  |

### Плей-оф
| Сезон             | Команда                       | GP | GS | MPG  | FG%  | 3P%   | FT%   | RPG | APG | SPG | BPG | PPG  |
| ----------------- | ----------------------------- | -- | -- | ---- | ---- | ----- | ----- | --- | --- | --- | --- | ---- |
| 1999              | «Філадельфія Севенті-Сіксерс» | 3  | 0  | 1.0  | .000 | .000  | .000  | .0  | .0  | .0  | .0  | .0   |
| 2004              | «Нью-Йорк Нікс»               | 4  | 4  | 24.3 | .500 | .000  | .688  | 5.8 | .3  | 1.5 | .8  | 10.3 |
| 2005†             | «Сан-Антоніо Сперс»           | 23 | 23 | 23.0 | .528 | 1.000 | .638  | 6.7 | .3  | .6  | 1.0 | 7.1  |
| 2006              | «Сан-Антоніо Сперс»           | 8  | 3  | 11.8 | .733 | 1.000 | .722  | 3.9 | .1  | .4  | .8  | 4.5  |
| 2007              | «Детройт Пістонс»             | 2  | 0  | 3.0  | .500 | .000  | 1.000 | 1.5 | .0  | .0  | .0  | 2.5  |
| 2010              | «Шарлотт Бобкетс»             | 4  | 0  | 12.0 | .579 | .000  | .667  | 2.0 | .5  | .3  | .5  | 6.0  |
| 2011              | «Оклахома-Сіті Тандер»        | 14 | 0  | 10.6 | .412 | .000  | .400  | 2.3 | .0  | .3  | .4  | 2.3  |
| 2012              | «Оклахома-Сіті Тандер»        | 8  | 0  | 10.4 | .500 | .000  | .500  | 2.0 | .1  | .0  | .4  | 2.3  |
| 2013              | «Чикаго Буллз»                | 12 | 0  | 9.5  | .512 | .000  | .571  | 2.7 | .3  | .2  | .6  | 3.8  |
| 2014              | «Чикаго Буллз»                | 2  | 0  | 2.5  | .000 | .000  | .000  | 1.0 | .0  | .0  | .0  | .0   |
| 2015              | «Чикаго Буллз»                | 3  | 0  | 4.7  | .286 | .000  | .000  | 1.7 | .0  | .0  | .3  | 1.3  |
| 2016              | «Оклахома-Сіті Тандер»        | 5  | 0  | 2.0  | .500 | .000  | .000  | 0.6 | .0  | .0  | .2  | 0.4  |
| Усього за кар'єру | Усього за кар'єру             | 88 | 30 | 13.1 | .514 | .667  | .639  | 3.5 | .2  | .3  | .6  | 4.2  |